# 普雷里鎮區 (阿肯色州卡羅爾縣)
普雷里鎮區（英語：Prairie Township）是位於美國阿肯色州卡羅爾縣的一個行政鎮區。

## 地方資料
根據2010年美國人口普查的數據，普雷里鎮區的面積為183.50平方千米，當中陸地面積為183.37平方千米，而水域面積為0.37平方千米。當地共有人口7555人，而人口密度為每平方千米41人。